# Conques
Conques (okcitansko Concas) je naselje in občina v južnem francoskem departmaju Aveyron regije Jug-Pireneji. Leta 2006 je naselje imelo 286 prebivalcev.

## Geografija
Kraj leži v pokrajini Rouergue ob reki Dourdou de Conques in njenem pritoku Ouche, 42 km severozahodno od središča departmaja Rodeza.

## Uprava
Conques je sedež istoimenskega kantona, v katerega so poleg njegove vključene še občine Grand-Vabre, Noailhac, Saint-Cyprien-sur-Dourdou, Saint-Félix-de-Lunel in Sénergues z 2.560 prebivalci.
Kanton Conques je sestavni del okrožja Rodez.

## Zanimivosti
Zgodovinsko jedro Conquesa je ohranilo svojo srednjeveško podobo z ozkimi tlakovanimi ulicami. Romanska opatijska cerkev Sainte-Foy, zgrajena v 11. stoletju na mestu predhodnje bazilike, je postala romarsko središče - vmesna postaja na poti v Santiago de Compostelo z začetkom v Puyu, od leta 1998 kot del Via Podiensis na Unescovem seznamu svetovne kulturne dediščine. Ob vznožju kraja se nahaja stari romanski most, zgrajen leta 1410, od 1930 na seznamu francoskih zgodovinskih spomenikov.